# Corytoplectus cutucuensis
Corytoplectus cutucuensis är en tvåhjärtbladig växtart som beskrevs av Wiehler. Corytoplectus cutucuensis ingår i släktet Corytoplectus och familjen Gesneriaceae. Inga underarter finns listade i Catalogue of Life.

## Bildgalleri

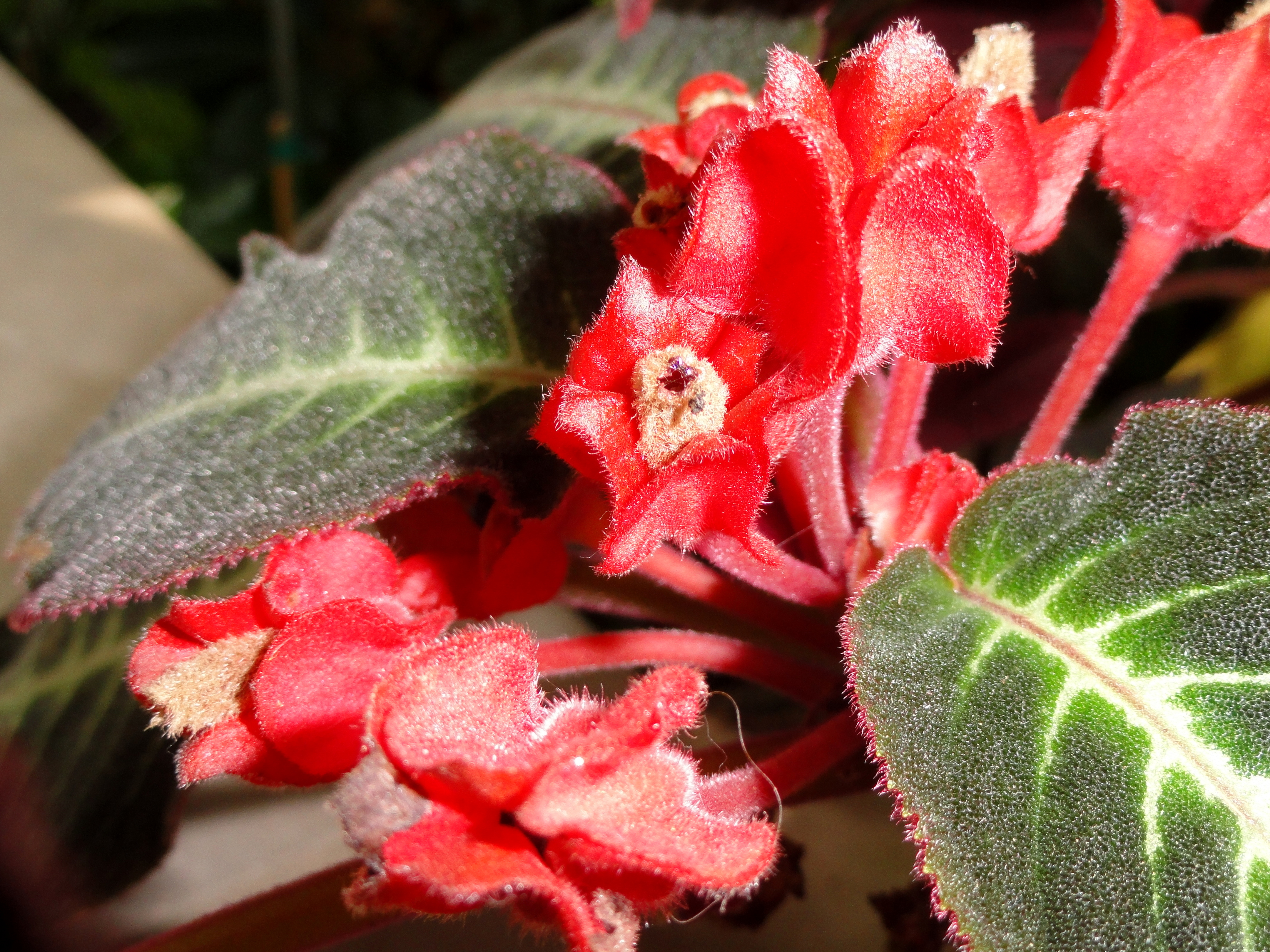